# Le Double Amour
Le Double Amour  és una pel·lícula de melodrama francesa del 1925 dirigida per Jean Epstein i produïda per la productora Films Albatros.

## Argument
Saint Blaise sur mer, 1904: La comtessa Laure Maresco canta per a un acte benèfic al Casino. Li diu el seu amant Jacques Prémont-Solène, fill d'un famós fabricant d'automòbils, que ha perdut a Baccarat els diners de l'acte benèfic que ella li havia confiat. Quan ell amenaça de suïcidar-se, ella li diu que assumeix la culpa del robatori. Gràcies al baró de Curgis, un home ric enamorat d'ella, s'evita l'escàndol però ella queda arruïnada. A París, el pare de Jacques es nega a donar-li diners i l'envia als Estats Units per demostrar què pot fer ell mateix. Jacques li escriu una carta confessant-li el robatori i informant-li que el seu pare l'ha obligat a marxar a Amèrica per començar una nova vida. Considera suïcidar-se davant del mar, però el fet que estigui esperant un nadó de Jacques li dóna una nova raó per viure.
1924: Laure és ara una reconeguda artista de music-hall. El seu fill Jacques ha heretat l'addicció del seu pare al joc i Laure gasta gran part dels seus diners per reemborsar les seves pèrdues. Jacques Prémont-Solène, que va fer fortuna als Estats Units, torna a França per als seus negocis. Un amic el porta a un casino on guanya una gran suma del seu fill desconegut. Quan vol cobrar les seves fitxes, li diuen que algunes d'elles, que són noves, han estat robades. A partir de la seva descripció del jove amb qui havia guanyat les fitxes, el jove Jacques és fàcilment identificat i arrestat. Demana a la seva mare que l'ajudi. La Laure recorda la carta escrita pel seu amant vint anys abans. Canvia la data de la carta de 1904 a 1924 i la porta a la policia afirmant que Jacques Prémont-Solène és el lladre. Confessa i, com s'ofereix a reemborsar els diners, el Casino es compromet a retirar la seva denúncia. Jacques li proposa portar el seu fill a Amèrica per assegurar-se el seu futur i Laure accepta acompanyar-los.

## Repartiment
- Nathalie Lissenko com a Laure Maresco
- Jean Angelo com Jacques Prémont-Solène
- Camille Bardou com a baró de Curgis
- Pierre Batcheff com Jacques Maresco

## Producció i recepció
Aquesta és la tercera pel·lícula, després de Le Lion des Mogols i L'Affiche, dirigida per Jean Epstein per a Films Albatros. Tot i que això li va donar accés als importants mitjans financers de l'Escola de Cinema Rus de París, li va imposar donar un caràcter més comercial a les seves pel·lícules.
El vestuari per a la roba de Nathalie Lissenko subministrada pel gran dissenyador de moda Paul Poiret i les escenes d'interior es van rodar als estudis Albatros de Montreuil amb una escenografia espectacular Art déco dissenyada per Pierre Kéfer.
Les escenes a l'aire lliure es van rodar majoritàriament a Canes.
Tot i que la pel·lícula va ser un èxit a taquilla, alguns dels crítics van lamentar que Epstein s'allunyés de l'estil avantguardista mostrat en les seves pel·lícules anteriors com Cœur fidèle. Henri Langlois d'altra banda, va escriure: "Només necessites projectar un rodet de Cœur fidèle i un rodet de Le Double Amour per adonar-se del progrés d'Epstein. Malgrat la seva professió de fe, va poder assimilar l'element humà, desfer-se d'aquesta mena de ruptura provocada per la desproporció entre el vigor i el domini de la seva tècnica i la pobresa de la seva direcció d'actors."

## Restauració
La pel·lícula es va reconstruir el 1986 sobre la base del negatiu de càmera original adquirit per la Cinemathèque Française el 1958. El 2009 es va produir una nova versió tintada propera als colors originals i que inclou algunes escenes addicionals amb l'ajuda del Fons Cultural Franco-Americà sobre la base del negatiu original i d'una còpia tintada d'època.